# 四国旅客鉄道の鉄道駅一覧 (電報略号順)
四国旅客鉄道の鉄道駅一覧（しこくりょかくてつどうのてつどうえきいちらん）
四国旅客鉄道（JR四国）の鉄道駅の電報略号による五十音順索引（廃駅を含む）。

## ア行

### ア
- アイ - 粟井駅
- アオ - 讃岐相生駅
- アカ - 赤星駅
- アク - 朝倉駅 (高知県)
- アケ - 入明駅
- アサ - 浅川駅
- アシ - 阿波赤石駅
- アタ - 阿波大谷駅
- アナ - 穴吹駅
- アノ - 薊野駅
- アヒ - 旭駅 (高知県)
- アミ - 浅海駅
- アヤ - 阿波山川駅
- アラ - 新野駅 (徳島県)
- アリ - 有井川駅（廃駅→土佐くろしお鉄道）
- アワ - 安和駅
- アン - 阿南駅

### イ
- イイ - 石井駅 (徳島県)
- イエ - 家地川駅
- イキ - 五十崎駅
- イケ - 阿波池田駅
- イコ - 伊予小松駅
- イシ - 伊予市駅
- イス - 伊予出石駅
- イタ - 池谷駅
- イツ - 土佐一宮駅
- イノ - 伊野駅
- イホ - 伊予北条駅
- イマ - 今治駅
- イメ - 出目駅
- イヤ - 祖谷口駅
- イヨ - 伊予吉田駅
- イリ - 土佐入野駅（廃駅→土佐くろしお鉄道）
- イワ - 伊予石城駅

### ウ
- ウキ - 浮鞭駅（廃駅→土佐くろしお鉄道）
- ウシ - 牛島駅
- ウタ - 宇多津駅
- ウチ - 内子駅
- ウツ - 打井川駅
- ウマ - 卯之町駅
- ウワ - 宇和島駅

### エ
- エカ - 江川崎駅
- エク - 江口駅
- エリ - 襟野々駅
- エワ - 枝川駅
- エン - 円行寺口駅

### オ
- オウ - 大内駅
- オエ - 西麻植駅
- オオ - 大間駅
- オキ - 大杉駅
- オク - 川奥信号場（土佐くろしお鉄道管理）
- オコ - 多ノ郷駅
- オス - 伊予大洲駅
- オケ - 大歩危駅
- オタ - 大田口駅
- オツ - 麻植塚駅
- オニ - 大西駅
- オハ - 岡花駅
- オホ - 土佐大津駅
- オマ - 小島駅
- オム - 小村神社前駅
- オラ - 大浦駅
- オレ - オレンジタウン駅
- オン - 観音寺駅 (香川県)

## カ行

### カ
- カイ - 海岸寺駅
- カウ - 上宇和駅
- カオ - 伊予亀岡駅
- カク - 学駅
- カケ - 影野駅
- カサ - 神前駅 (香川県)
- カタ - 川田駅
- カナ - 荷稲駅（廃駅→土佐くろしお鉄道）
- カハ - 阿波川端駅
- カフ - 海部駅
- カマ - 高松駅 (香川県)
- カミ - 伊予上灘駅
- カモ - 阿波加茂駅
- カワ - 土佐上川口駅（廃駅→土佐くろしお鉄道）

### キ
- キイ - 北伊予駅
- キウ - 北宇和島駅
- キキ - 木岐駅
- キク - 菊間駅
- キタ - 喜多灘駅
- キチ - 北河内駅 (徳島県)
- キナ - 鬼無駅
- キヤ - 喜多山駅 (愛媛県)
- キワ - 土佐北川駅

### ク
- クイ - 鮎喰駅
- クサ - 日下駅
- クシ - 串駅
- クホ - 窪川駅
- クモ - 蔵本駅
- クロ - 黒川駅 (香川県)
- クワ - 桑野駅

### ケ
- ケウ - 教会前駅

### コ
- コウ - 府中駅 (徳島県)
- コク - 国分駅 (香川県)
- コケ - 小歩危駅
- コサ - 香西駅
- コシ - 児島駅（JR西日本管轄）
- コソ - 金蔵寺駅
- コチ - 高知駅
- コト - 琴平駅
- コノ - 高野川駅
- コヨ - 光洋台駅
- コロ - 五郎駅
- コン - 金比羅前駅

## サ行

### サ
- サイ - 伊予西条駅
- サク - 伊予桜井駅
- サコ - 佐古駅
- サタ - 讃岐財田駅
- サテ - 坂出駅
- サハ - 鯖瀬駅
- サマ - 三本松駅 (香川県)
- サミ - 貞光駅
- サモ - 土佐加茂駅
- サレ - 土佐久礼駅
- サワ - 佐川駅
- サン - 伊予寒川駅

### シ
- シイ - 塩入駅
- シウ - 下宇和駅
- シカ - 新改駅
- シキ - 伊予白滝駅
- シケ - 繁藤駅
- シセ - 土佐新荘駅
- シツ - 石鎚山駅
- シト - 志度駅
- シハ - 土佐白浜駅（廃駅→土佐くろしお鉄道）
- シモ - 下灘駅
- シヤ - 讃岐塩屋駅
- シラ - 下浦駅
- シロ - 讃岐白鳥駅
- シワ - 昭和町駅 (香川県)
- シワ - 土佐昭和駅

### ス
- スイ - 勝瑞駅
- スキ - 須崎駅

### セ
- セキ - 関川駅
- セチ - 千丈駅
- セン - 善通寺駅

### ソ
- ソオ - 吾桑駅
- ソタ - 造田駅

## タ行

### タ
- タイ - 高瀬大坊駅（現・みの駅）
- タイ - 田井ノ浜駅
- タエ - 玉之江駅
- タカ - 高光駅
- タキ - 木太町駅
- タク - 詫間駅
- タシ - 土佐大正駅
- タセ - 高瀬駅 (香川県)
- タチ - 阿波橘駅
- タツ - 立江駅
- タト - 多度津駅
- タニ - 角茂谷駅
- タノ - 板野駅
- タハ - 多喜浜駅
- タマ - 立間駅
- タミ - 立道駅
- タワ - 伊予立川駅

### チ
- チシ - 高知商業前駅
- チソ - 地蔵橋駅
- チテ - 中田駅 (徳島県)
- チナ - 近永駅
- チホ - 市坪駅

### ツ
- ツク - 佃駅
- ツシ - 辻駅
- ツタ - 讃岐津田駅
- ツチ - 真土駅
- ツミ - 津島ノ宮駅
- ツリ - 坪尻駅
- ツル - 鶴羽駅

### ト
- トイ - 伊予土居駅
- トオ - 板東駅
- トカ - 十川駅 (高知県)
- トキ - 鳥ノ木駅
- トク - 徳島駅
- トサ - 土佐佐賀駅（廃駅→土佐くろしお鉄道）
- トタ - 伊予富田駅
- トナ - 豊永駅
- トノ - 斗賀野駅
- トミ - 阿波富田駅
- トヨ - 豊浜駅

## ナ行

### ナ
- ナイ - 土佐穴内駅
- ナオ - 土佐長岡駅
- ナカ - 阿波中島駅
- ナキ - 中萩駅
- ナト - 鳴門駅
- ナマ - 伊予長浜駅
- ナミ - 波方駅
- ナム - 中村駅（廃駅→土佐くろしお鉄道）
- ナヤ - 伊予中山駅
- ナン - 阿波海南駅

### ニ
- ニイ - 仁井田駅 (高知県)
- ニケ - 二軒屋駅
- ニサ - 西佐川駅
- ニシ - 西大方駅（廃駅→土佐くろしお鉄道）
- ニス - 西大洲駅
- ニハ - 新居浜駅
- ニフ - 丹生駅
- ニホ - 西ケ方駅
- ニヤ - 新谷駅
- ニユ - 壬生川駅
- ニラ - 西原駅 (徳島県)

### ヌ
- ヌノ - 布師田駅

### ノ
- ノエ - 川之江駅
- ノタ - 伊予宮野下駅

## ハ行

### ハ
- ハオ - 端岡駅
- ハカ - 波川駅
- ハキ - 八多喜駅
- ハケ - 半家駅
- ハシ - 箸蔵駅
- ハノ - 羽ノ浦駅
- ハハ - 波止浜駅
- ハラ - 土佐岩原駅
- ハル - 春賀駅
- ハン - 阿波半田駅

### ヒ
- ヒケ - 引田駅
- ヒシ - 比地大駅
- ヒノ - 伊予平野駅
- ヒミ - 伊予氷見駅
- ヒラ - 伊予大平駅
- ヒワ - 日和佐駅

### フ
- フイ - 阿波福井駅
- フカ - 深田駅
- フタ - 二名駅
- フチ - 讃岐府中駅
- フモ - 文化の森駅
- フル - 古高松南駅
- フワ - 双岩駅

### ヘ
- ヘカ - 辺川駅

### ホ
- ホエ - 堀江駅

## マ行

### マ
- マツ - 松山駅 (愛媛県)
- マメ - 丸亀駅
- マル - 松丸駅

### ミ
- ミイ - 南伊予駅
- ミカ - 三加茂駅
- ミコ - 南小松島駅
- ミシ - 伊予三島駅
- ミツ - 三津浜駅
- ミナ - 三縄駅
- ミノ - みの駅
- ミハ - 見能林駅
- ミヤ - 阿波大宮駅
- ミヨ - 伊予三芳駅
- ミラ - 箕浦駅

### ム
- ムカ - 向井原駅
- ムキ - 牟岐駅
- ムテ - 務田駅
- ムヤ - 撫養駅
- ムレ - 讃岐牟礼駅

### メ
- メン - 後免駅

### モ
- モシ - 鴨島駅
- モト - 本山駅 (香川県)
- モワ - 鴨川駅

## ヤ行

### ヤ
- ヤカ - 山河内駅
- ヤク - 八栗口駅
- ヤシ - 屋島駅
- ヤセ - 山瀬駅
- ヤソ - 八十場駅
- ヤナ - 柳原駅 (愛媛県)
- ヤニ - 山田西町駅
- ヤハ - 八幡浜駅
- ヤマ - 土佐山田駅

### ユ
- ユキ - 由岐駅

### ヨ
- ヨキ - 伊与喜駅（廃駅→土佐くろしお鉄道）
- ヨコ - 伊予横田駅
- ヨシ - 吉野生駅
- ヨナ - 吉成駅

## ラ行

### リ
- リツ - 栗林駅
- リン - 栗林公園北口駅

### ロ
- ロク - 六反地駅

## ワ行

### ワ
- ワカ - 若井駅（土佐くろしお鉄道所管）
- ワケ - 伊予和気駅
- ワチ - 阿波川口駅
- ワハ - 阿波川島駅
- ワミ - 伊予若宮信号場